# Lü Qin
Lü Qin (chinesisch 吕钦) (* August 1962 in Huizhou) ist ein chinesischer Xiangqi-Weltmeister.

## Erfolge
Lü begann 1978, Xiangqi professionell zu trainieren. 1986, 1988, 1999, 2003 und 2004 wurde er chinesischer Meister. 1983, 1991, 1993, 1994, 1996 und 1997 wurde er Zweiter sowie 1982 und 2006 Dritter bei der chinesischen Meisterschaft. 1990, 1992 und 1999 gewann Lü den silbernen Li-Pokal. 1989, 1990, 1991, 1992, 1995, 1999, 2001, 2002, 2004 und 2009 gewann er den Wu-Yang-Pokal. 1994 erhielt Lü den Titel König und verteidigte diesen beim Sieg des Peng-Chang-Pokals 1998. 1996 und 1997 gewann er den Richwood-Real-Estate-Pokal. Beim zweiten Guangyang-Pokal 1997 siegte er. Auch bei einem Spiel mit kurzer Bedenkzeit im Fernsehen setzte er sich 1997 durch.
Lü gewann mit der chinesischen Mannschaft fünfmal den Asien-Pokal und im September 2009 den Einzeltitel bei der 14. Asiatischen Meisterschaft. 1985 gewann er die asiatische Städtemeisterschaft. 1990, 1995, 1997, 2001 und 2005 gewann Lü die Einzel- und Mannschaftsweltmeisterschaft für China. 1997 gewann er den Forshang-Pokal.
Lüs Mannschaft gewann 2003, 2004, 2006 und 2008 die chinesische Xiangqi-Liga. 2005 erreichte die Mannschaft den zweiten Platz.
Bei den zweiten Asian Indoor Games im November 2006 gewann Lü die Xiangqi-Mannschaftsmeisterschaft.
Er trainiert Sportler in Guangdong.